# 贾姓
贾姓为中文姓氏之一，在《百家姓》中排为第137位。根据2007年中国公安部的统计，贾姓人口在中国大陆排名第63位。

## 外部連結
[在维基数据编辑]
 《百家姓》
 《欽定古今圖書集成·明倫彙編·氏族典·賈姓部》，出自陈梦雷《古今圖書集成》